# Love Like This (The Summer Set)
| Recensione   | Giudizio |
| ------------ | -------- |
| AllMusic     | [ 1 ]    |
| AbsolutePunk | 72%      |

Love Like This è l'album in studio di debutto del gruppo musicale statunitense The Summer Set. Pubblicato il 13 ottobre 2009, l'album è stato lanciato durante il tour della band con Cartel, This Providence e The Bigger Lights.
È stato ripubblicato il 6 luglio 2010, con il CD bonus Love Like Swift, contenente cinque cover di canzoni di Taylor Swift, disponibile solamente alla Wal-Mart.
L'11 aprile 2011, l'etichetta indipendente LAB Records ha pubblicato Love Like This per il mercato europeo. Oltre alle undici tracce della versione standard, è stata aggiunta una versione acustica di Chelsea registrata agli Hurley Studios, le cinque cover di Taylor Swift eseguite al The Hoodwink New Jersey festival dall'album del 2010 e un'altra cover di Taylor Swift, Fifteen, bonus track pubblicata solo su iTunes. Tuttavia, in questa versione le tracce 1-11 sono masterizzate da una fonte scadente, per cui la qualità dell'audio è significativamente inferiore all'originale pubblicazione statunitense.

## Tracce
Tutti i testi scritti da B. Dales, J. Gomez, J. Montgomery, S. Gomez, J. Bowen, eccetto dove indicato.
1. The Boys You Do (Get Back at You) – 3:04
2. Punch-Drunk Love – 3:10
3. Chelsea – 2:40
4. Young – 3:20
5. Take It Slow – 2:55
6. Can You Find Me? – 3:09
7. Love Like This – 3:26 (B. Dales, J. Gomez, S. Hollander, D. Katz)
8. Girls Freak Me Out – 2:45
9. Passenger Seat – 3:49
10. This Is How We Live – 2:47
11. Where Are You Now? (feat. Dia Frampton) – 4:26

Tracce bonus nell'edizione iTunes
1. Papercut – 4:16

Tracce bonus nell'edizione The Militia Group
1. Punch-Drunk Love (versione acustica) – 3:09
2. Passenger Seat (versione acustica) – 3:55

Tracce bonus nell'edizione Regno Unito
1. Chelsea (versione acustica) – 2:44
2. You Belong with Me (live) – 4:31
3. Our Song (live) – 3:35
4. Forever and Always (live) – 3:47
5. I'm Only Me When I'm With You (live) – 3:58
6. Love Story (feat. Brandon Wronski) (live) – 4:23
7. Fifteen (live) – 4:38

Bonus live CD - Love Like Swift (Wal-Mart Exclusive) live at Bamboozle's Hoodwink Festival
1. You Belong with Me (live) – 4:31 (Taylor Swift, Liz Rose)
2. Our Song (live) – 3:35 (Taylor Swift)
3. Forever and Always (live) – 3:47 (Taylor Swift)
4. I'm Only Me When I'm With You (live) – 3:58 (Taylor Swift, Orrall, Petraglia)
5. Love Story (feat. Brandon Wronski) (live) – 4:23 (Taylor Swift)

## Formazione
The Summer Set
- Brian Dales – voce
- John Gomez – chitarra solista
- Stephen Gomez – basso
- Josh Montgomery – chitarra
- Jessica Bowen – batteria

Produzione
- Matt Grabe – produttore[4]
- Matt Squire – produttore aggiuntivo
- S*A*M and Sluggo – produttore